# إيرل كوشيل
إيرل كوشيل (بالإنجليزية: Earl Cochell)‏ مواليد 18 مايو 1922، هو لاعب كرة مضرب أمريكي سابق بدأ مسيرته كمحترف سنة 1940، اعتزل اللعب في 1951. أعلى تصنيف له في الفردي كان المركز الـ 6 في سنة 1951.